# 174362 Bethwillman
174362 Bethwillman è un asteroide della fascia principale. Scoperto nel 2002, presenta un'orbita caratterizzata da un semiasse maggiore pari a 2,6705574 UA e da un'eccentricità di 0,1155530, inclinata di 11,52315° rispetto all'eclittica.